# Race Across America
La Race Across America, o RAAM, è la gara di ultraciclismo più dura e lunga al mondo. Con i suoi 5000km pari a 3000mi, attraversa 12 stati (California, Arizona, Utah, Colorado, Kansas, Missouri, Illinois, Indiana, Ohio, West Virginia, Pennsylvania e Maryland) partendo dalla costa del Pacifico ad Oceanside e terminando sull'Atlantico ad Annapolis. Con circa 52.000mt Dislivello positivo ha un tempo limite di appena 12 giorni e infatti, solo il 40
% dei partecipanti riesce a concludere l'impresa. La competizione è regolata dalle norme dettate dall'Ultra Marathon Cycling Association (UMCA).

## Storia
La corsa fu organizzata per la prima volta da John Marino nel 1982. C'erano quattro concorrenti; John Marino, John Howard, Michael Shermer e Lon Haldeman. La gara prese il via da Santa Monica, California per finire all'Empire State Building di New York. Vinse Lon Haldeman. L'idea prese piede e l'evento è cresciuto col passare degli anni, addirittura la gara del 1986, fu trasmessa su ABC's Wide World of Sports.
Negli anni sono state affinate le regole soprattutto nella categorizzazione dei partecipanti, ma il vincitore ufficiale è il primo concorrente in solitario che arriva al traguardo.
I concorrenti della gara sono divisi nelle seguenti categorie:
- RAAM: SOLO - Donne in solitario
- RAAM: SOLO - Uomini in solitario
- RAAM: SOLO - Uomo in solitario (50-59 anni)
- RAAM: SOLO - Uomini in solitario (60-69)
- RAAM: SOLO - Uomo in solitario, guida distesa (50-59)
- RAAM: T2 - Coppia maschile
- RAAM: T2 - Coppia maschile (50-59)
- RAAM: T2 - Coppia mista
- RAAM: T4 - Quattro uomini
- RAAM: T4 - Quattro uomini (50-59)
- RAAM: T4 - Quattro uomini (60-69)
- RAAM: T4 - Quattro donne
- RAAM: T4 - Quattro donne (50-59)
- RAAM: T4 - Quattro miste
- RAAM: T4 - Quattro miste (50-59)
- RAAM: T8 - Otto

## Incidenti
Ci sono state due vittime nella storia della corsa, Brett Malin che nel 2003 è stato investito ed ucciso a Pie Town, Nuovo Messico e Bob Breedlove che nel 2005 è stato ucciso in una collisione con un veicolo vicino a Trinidad, Colorado. In quest'ultimo caso non furono mai chiariti i dettagli in quanto il suo gruppo di supporto era a poche miglia dietro e gli unici testimoni furono gli investitori.

## Percorso
Durante gli anni il tracciato è variato, ma si è sempre svolto da Ovest verso Est. Dal 2008 si svolge da Oceanside, CA ad Annapolis, MD attraversando 12 stati per un totale di 3006 miglia (4838 km).
A differenza delle corse a tappe come il Tour de France, la RAAM non ha tappe e non c'è una distanza specificata da compiere ogni giorno. Non ci sono periodi di riposo designato per il cibo o per il sonno ed il tempo è calcolato dalla partenza al traguardo. Il vincitore è colui o colei che pedala il più veloce possibile facendo il minor numero di soste per riposare e rifocillarsi.
Ogni corridore o squadra ha un supporto motorizzato formato solitamente da due o più componenti, che lo segue rifornendolo di cibo, acqua ed al caso può effettuare riparazioni meccaniche e di assistenza medica. Durante la notte e in alcune porzioni del percorso un veicolo con luci lampeggianti ha l'obbligo di seguire il corridore per garantire una soglia minima di sicurezza.
Avendo l'obbligo di pedalare quasi ininterrottamente per giorni con pochi o nessun periodo di sonno, pone questo evento nella categoria praticata dagli ultraciclisti.
L'esposizione continua agli eventi esterni, mette a dura prova i concorrenti e le loro squadre di assistenza. Solitamente il 50% dei partecipanti in solitario si ritira a causa di stanchezza o per ragioni mediche. Inoltre, visto che la gara si svolge su strade aperte al traffico, sono frequenti gli incidenti stradali con automobili o mezzi agricoli.

## Records
Poiché il percorso è variato con gli anni, le prestazioni non sono comparabili. Le comparazioni solitamente vengono confrontate utilizzando la sola velocità media e non il tempo totale.

## Elenco dei vincitori
Questa è l'elenco dei vincitori delle gare nella categoria singolo maschile.
| Anno | Vincitore            | Nazionalità   | Percorso                                                | Miglia  | Km      | Tempo                 | Mph   | Km/h  |
| ---- | -------------------- | ------------- | ------------------------------------------------------- | ------- | ------- | --------------------- | ----- | ----- |
| 1982 | Lon Haldeman         | Stati Uniti   | Santa Monica Pier, CA to Empire State Building, NY      | 2 968   | 4 777   | 9 giorni 20 h 02 min  | 12,6  | 20,3  |
| 1983 | Lon Haldeman         | Stati Uniti   | Santa Monica Pier, CA to Boardwalk, Atlantic City, NJ   | 3 170   | 5 100   | 10 giorni 16 h 29 min | 12,4  | 20,0  |
| 1984 | Pete Penseyres       | Stati Uniti   | Huntington Beach, CA to Boardwalk, Atlantic City, NJ    | 3 047   | 4 904   | 9 giorni 13 h 13 min  | 13,3  | 21,4  |
| 1985 | Jonathan Boyer       | Stati Uniti   | Huntington Beach, CA to Boardwalk, Atlantic City, NJ    | 3 120   | 5 020   | 9 giorni 02 h 06 min  | 14,3  | 23,0  |
| 1986 | Pete Penseyres       | Stati Uniti   | Huntington Beach, CA to Boardwalk, Atlantic City, NJ    | 3 107   | 5 000   | 8 giorni 09 h 47 min  | 15,4  | 24,8  |
| 1987 | Michael Secrest      | Stati Uniti   | San Francisco, CA to Washington Monument, DC            | 3 127   | 5 032   | 9 giorni 11 h 35 min  | 13,7  | 22,0  |
| 1988 | Franz Spilauer       | Austria       | San Francisco, CA to Washington Monument, DC            | 3 073   | 4 946   | 9 giorni 07 h 09 min  | 13,8  | 22,2  |
| 1989 | Paul Solon           | Stati Uniti   | Fairgrounds, Irvine, CA to Battery Park, NY City, NY    | 2 911   | 4 685   | 8 giorni 08 h 45 min  | 14,5  | 23,3  |
| 1990 | Bob Fourney          | Stati Uniti   | Holiday Inn, Irvine, CA to Rousakis Plaza, Savannah, GA | 2 930   | 4 720   | 8 giorni 11 h 26 min  | 14,4  | 23,2  |
| 1991 | Bob Fourney          | Stati Uniti   | Holiday Inn, Irvine, CA to Rousakis Plaza, Savannah, GA | 2 930   | 4 720   | 8 giorni 16 h 44 min  | 14,0  | 22,5  |
| 1992 | Rob Kish             | Stati Uniti   | Holiday Inn, Irvine, CA to Rousakis Plaza, Savannah, GA | 2 911   | 4 685   | 8 giorni 03 h 11 min  | 14,9  | 24,0  |
| 1993 | Gerry Tatrai         | Australia     | Holiday Inn, Irvine, CA to Rousakis Plaza, Savannah, GA | 2 910   | 4 680   | 8 giorni 20 h 19 min  | 13,7  | 22,0  |
| 1994 | Rob Kish             | Stati Uniti   | Holiday Inn, Irvine, CA to Rousakis Plaza, Savannah, GA | 2 901   | 4 669   | 8 giorni 14 h 25 min  | 14,1  | 22,7  |
| 1995 | Rob Kish             | Stati Uniti   | Holiday Inn, Irvine, CA to Rousakis Plaza, Savannah, GA | 2 912   | 4 686   | 8 giorni 19 h 59 min  | 13,7  | 22,0  |
| 1996 | Daniel Chew          | Stati Uniti   | Holiday Inn, Irvine, CA to Rousakis Plaza, Savannah, GA | 2 905   | 4 675   | 8 giorni 07 h 14 min  | 14,6  | 23,5  |
| 1997 | Wolfgang Fasching    | Austria       | Holiday Inn, Irvine, CA to Rousakis Plaza, Savannah, GA | 3 025   | 4 868   | 9 giorni 04 h 50 min  | 13,7  | 22,0  |
| 1998 | Gerry Tatrai         | Australia     | Holiday Inn, Irvine, CA to Rousakis Plaza, Savannah, GA | 2 906   | 4 677   | 8 giorni 11 h 22 min  | 14,3  | 23,0  |
| 1999 | Danny Chew           | Stati Uniti   | Holiday Inn, Irvine, CA to Rousakis Plaza, Savannah, GA | 2 938   | 4 728   | 8 giorni 7 h 34 min   | 14,7  | 23,7  |
| 2000 | Wolfgang Fasching    | Austria       | Portland to Pensacola Beach (Florida)                   | 2 975,1 | 4 788,0 | 8 giorni 10 h 19 min  | 14,7  | 23,7  |
| 2001 | Andrea Clavadetscher | Liechtenstein | Portland, Oregon to Pensacola Beach, Florida            | 2 983,2 | 4 801,0 | 9 giorni 00 h 17 min  | 13,8  | 22,2  |
| 2002 | Wolfgang Fasching    | Austria       | Portland, Oregon to Pensacola Beach, Florida            | 2 991,9 | 4 815,0 | 9 giorni 03 h 38 min  | 13,6  | 21,9  |
| 2003 | Allen Larsen         | Stati Uniti   | San Diego, CA to Atlantic City, NJ                      | 2 921,7 | 4 702,0 | 8 giorni 23 h 36 min  | 13,6  | 21,9  |
| 2004 | Jure Robič           | Slovenia      | San Diego, CA to Atlantic City, NJ                      | 2 958,5 | 4 761,2 | 8 giorni 09 h 51 min  | 14,7  | 23,7  |
| 2005 | Jure Robič           | Slovenia      | San Diego, CA to Atlantic City, NJ                      | 3 051,7 | 4 911,2 | 9 giorni 8 h 48 min   | 13,6  | 21,9  |
| 2006 | Daniel Wyss          | Svizzera      | Oceanside, CA to Atlantic City, NJ                      | 3 042,8 | 4 896,9 | 9 giorni 11 h 50 min  | 13,4  | 21,6  |
| 2007 | Jure Robič           | Slovenia      | Oceanside, CA to Atlantic City, NJ                      | 3 042,8 | 4 896,9 | 8 giorni 19 h 33 min  | 14,4  | 23,2  |
| 2008 | Jure Robič           | Slovenia      | Oceanside, CA to Annapolis, MD                          | 3 014,4 | 4 851,2 | 8 giorni 23 h 33 min  | 14,0  | 22,5  |
| 2009 | Daniel Wyss          | Svizzera      | Oceanside, CA to Annapolis, MD                          | 3 021,3 | 4 862,3 | 8 giorni 5 h 45 min   | 15,28 | 24,59 |
| 2010 | Jure Robič           | Slovenia      | Oceanside, CA to Annapolis, MD                          | 3 005,1 | 4 836,2 | 9 giorni 1 h 1 min    | 13,85 | 22,29 |
| 2011 | Christoph Strasser   | Austria       | Oceanside, CA to Annapolis, MD                          | 2 989,5 | 4 811,1 | 8 giorni 8 h 6 min    | 14,94 | 24,04 |
| 2012 | Reto Schoch          | Svizzera      | Oceanside, CA to Annapolis, MD                          | 2 989,5 | 4 811,1 | 8 giorni 6 h 29 min   | 15,06 | 24,24 |
| 2013 | Christoph Strasser   | Austria       | Oceanside, CA to Annapolis, MD                          | 2 993,3 | 4 817,2 | 7 giorni 22 h 52 min  | 15,68 | 25,23 |
| 2014 | Christoph Strasser   | Austria       | Oceanside, CA to Annapolis, MD                          | 3 020,0 | 4 860,2 | 7 giorni 15 h 56 min  | 16,42 | 26,43 |
| 2015 | Severin Zotter       | Austria       | Oceanside, CA to Annapolis, MD                          | 3 020,0 | 4 860,2 | 8 days 8 h 17 min     | 15,08 | 24,27 |
| 2016 | Pierre Bischoff      | Germania      | Oceanside, CA to Annapolis, MD                          | 3 020,0 | 4 860,2 | 9 days 17 h 9 min     | 13,16 | 21,18 |
| 2017 | Christoph Strasser   | Austria       | Oceanside, CA to Annapolis, MD                          | 3 070,0 | 4 940,7 | 8 days 9 h 34 min     | 15,23 | 24,51 |